# 210432 Dietmarhopp
210432 Dietmarhopp este un asteroid din centura principală de asteroizi.

## Descriere
210432 Dietmarhopp este un asteroid din centura principală de asteroizi. A fost descoperit pe 8 decembrie 2008 la Calar Alto de Felix Hormuth. Asteroidul prezintă o orbită caracterizată de o semiaxă mare de 3,11 ua, o excentricitate de 0,07 și o înclinație de 18,1° în raport cu ecliptica.